# 포항시립미술관
포항시립미술관은 경상북도 포항시 북구 소재의 시립 미술관이다.

## 연혁
- 2009년 12월 22일 개관.
- 2010년 3월 증설수장고 준공.

## 관람 안내
- 관람 시간: 4월~10월 10:00~19:00 / 11월~3월 10:00~18:00
- 휴관일: 1월 1일, 설·추석 당일(음력 1월 1일 및 음력 8월 15일), 매주 월요일
- 관람료: 무료